# Lännaby

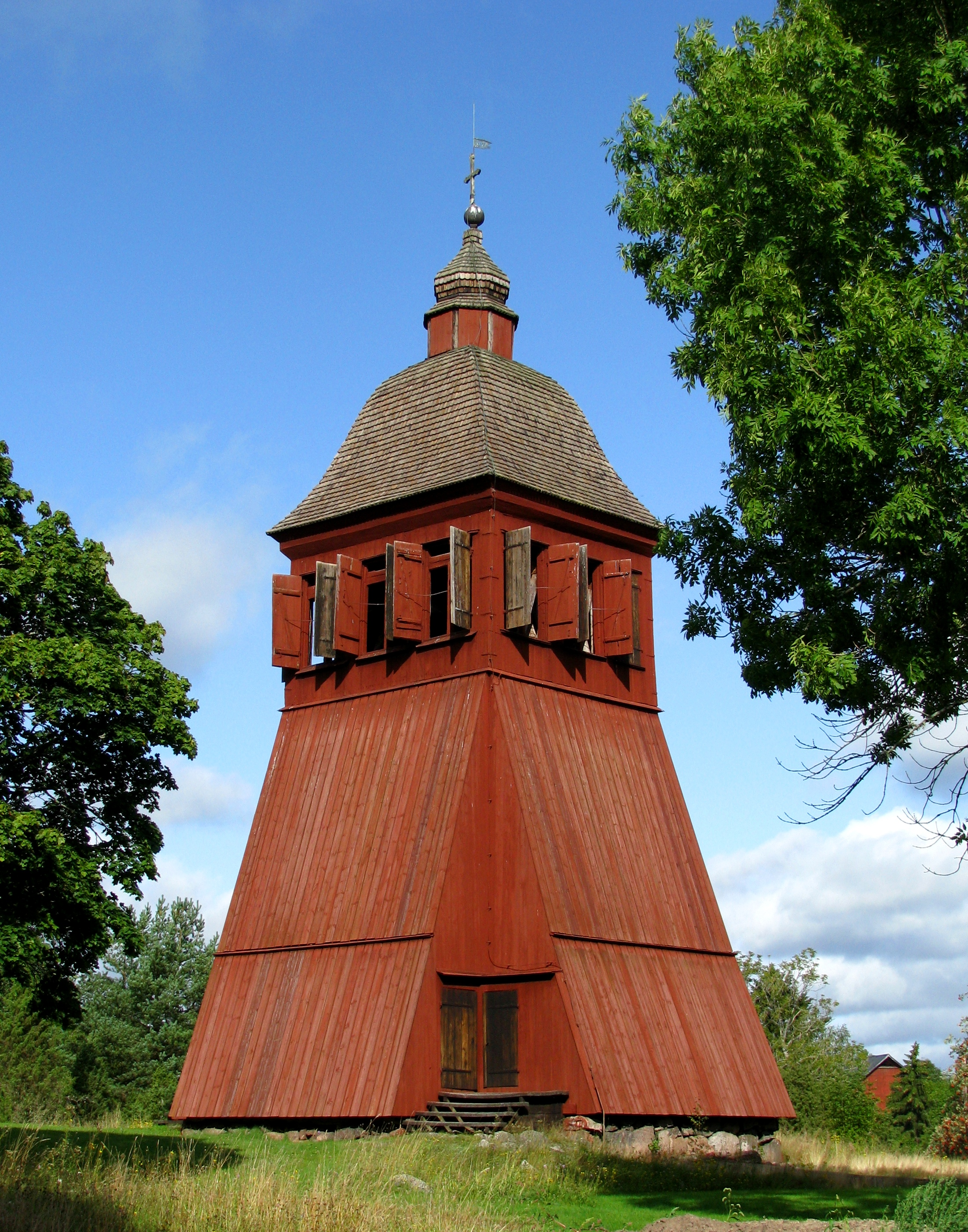
Klockstapeln

Lännaby är kyrkbyn i Länna socken i Norrtälje kommun i Uppland i Stockholms län. Den ligger norr om Länna Kyrksjö söder om Norrtälje.
I byn återfinns Länna kyrka

## Historia
Länna kyrksjö avsnördes från havet omkring början av vår tideräkning. Området rymmer äldre spår av befolkning i området, bland annat ett bronsåldersröse nordväst om Lännbyberg, men det har troligen varit exempel på tillfällig bosättning.
Från vendeltid, omkring 650 e.Kr. finns odlingsspår i from av sen stensatt terrass, fossila åkrar. På prästgårdens ägor intill torpet Sveden finns odlingsrester daterade till omkring år 1075. Redan under vikingatid tycks Lännaby ha utvecklats till en by. Länna by omtalas första gången 1355 ('in Westerlenda') då Tomas och hans hustru Botild skänkte en gård i byn till Klara kloster på villkor att få bo kvar där under resten av sina liv. 1544–1573 omfattar Länna by 1 mantal skatte och 2 mantal frälse. Prästgården, som är avgärdes från övriga gårdar i Länna är troligen det gamla Österlänna. 1639 omfattade byn tre jordbruksenheter.